# Medicosma exigua
Medicosma exigua är en vinruteväxtart som beskrevs av Thomas Gordon Hartley. Medicosma exigua ingår i släktet Medicosma och familjen vinruteväxter. Inga underarter finns listade i Catalogue of Life.